# José Reinaldo de Lima
José Reinaldo de Lima, ismertebb nevén: Reinaldo (Ponte Nova, 1957. január 11. –) brazil válogatott labdarúgó.

## Pályafutása

### Klubcsapatban
Pályafutása nagy részét az Atlético Mineiro csapatában töltötte. 1973 és 1985 között hét Mineiro bajnoki címet (1976, 1978, 1979, 1980, 1981, 1982, 1983) szerzett. Később játszott még a Palmeiras, a Rio Negro, a Cruzeiro, a svéd BK Häcken és a holland SC Telstar együttesében is. 

### A válogatottban
1975 és 1985 között 37 alkalommal szerepelt a brazil válogatottban és 14 gólt szerzett. Részt vett az 1975-ös Copa Américán és az 1978-as világbajnokságon.

## Sikerei, díjai

### Játékosként
Atlético Mineiro
- Mineiro bajnok (1): 1976, 1978, 1979, 1980, 1981, 1982, 1983

Egyéni
- A brazil bajnokság gólkirálya (1): 1977 (28 gól)

Brazília
- Világbajnoki bronzérmes (1): 1978